# Antizipation (Philosophie)
Antizipation (von lat. anticipatio = vorgefasste Vorstellung – etwa von den Göttern) bedeutet in der Philosophie die Vorwegnahme und vorläufige Anerkennung eines Satzes als wahr. 
Diese Vorwegnahme erfolgt in der Erwartung einer späteren Begründung. Bei den Stoikern und Epikureern waren Antizipationen angeborene Ideen. Die griechische Bezeichnung dieser Vorwegnahme war Prolepsis. 
Antizipationen der Wahrnehmung nennt Immanuel Kant (in KrV B 208 f.) diejenigen Erkenntnisse, wodurch das, was zur empirischen Erkenntnis gehört, a priori erkannt und bestimmt werden kann, nämlich Raum und Zeit in Bezug auf Größe und Gestalt.